# Копцов Василь Олексійович
Копцов Василь Олексійович — радянський військовий діяч, генерал-майор танкових військ (11 вересня 1941 року). Герой Радянського Союзу (17 листопада 1939 року).

## Початкова біографія
Народився 1 січня 1904 року в місті Тифліс (нині Тбілісі), Грузія, в сім'ї робітника.
По закінченні початкової школи працював на лісопильних заводах.

## Військова служба

### Громадянська війна в Росії
У березні 1918 року добровольцем вступив до лав Червоної армії. Служив червоноармійцем-вихованцем у 450-му Північно-Кубанському полку 3-ї Таманської бригади Таманської армії. Брав участь в поході Таманської армії, описаному А. Серафимовичем в повісті «Залізний потік». Незабаром брав участь в боях на Південному фронті.

### Міжвоєнний час
З жовтня 1922 року Копцов навчався на 48-х кулеметних курсах в Ставрополі і Владикавказі, а потім в Об'єднаній військовій школі імені ВЦВК в Москві, яку закінчив в 1926 році.
У 1925 році вступив до лав ВКП (б).
У серпні 1926 був призначений на посаду командира взводу 49-го стрілецького полку 17-ї стрілецької дивізії в Нижньому Новгороді, а в березні 1927 року - на посаду командира взводу інструкторів позавійсковоі підготовки Бронницького райвійськомату Московської області. З вересня 1928 року Копцов був слухачем військово-політичних курсів в Москві, після закінчення яких у вересні 1929 року був призначений на посаду політкерівника роти 3-го Верхньо-Удінського стрілецького полку 1-ї Тихоокеанської стрілецької дивізії ОКДВА.
З листопада 1930 був слухачем ленінградських бронетанкових Курсів удосконалення командного складу РСЧА, після закінчення яких в 1931 році був призначений на посаду командира роти і батальйону 1-го танкового полку Білоруського військового округу, в січні 1934 року - на посаду командира батальйону школи молодшого начскладу 11 -го механізованого корпусу Забайкальського військового округу, а в серпні 1937 року - на посаду командира танкового батальйону 6-ї механізованої і 6-ї легкої танкової бригади, яка брала участь в боях на Халхин-Голі.
25 серпня 1939 капітан Василь Копцов протягом 8 годин знаходився в підбитому танку в тилу ворога, вогнем відбиваючись від наступаючого противника. Копцов зберіг екіпаж і танк до підходу своєї частини.
Указом Президії Верховної Ради СРСР від 17 листопада 1939 року за мужність і героїзм, проявлені при виконанні спеціального завдання капітану Василю Олексійовичу Копцову присвоєно звання Героя Радянського Союзу з врученням ордена Леніна і медалі «Золота Зірка».
У 1939 році закінчив Курси удосконалення вищого начальницького складу автобронетанкових військ РККА при 2-ї Окремої Червонопрапорної армії. 
У червні 1940 року був призначений на посаду командира батальйону 8-й Червонопрапорної легкотанковой бригади Забайкальського військового округу, в листопаді 1940 року - на посаду командира цієї бригади, в березні 1941 року - на посаду заступника командира 46-ї танкової дивізії.

### Німецько-радянська війна
23 червня 1941 року Копцов був призначений на посаду командира 46-ї танкової дивізії 21-го механізованого корпусу Північно-Західного фронту. Брав участь в прикордонному бою в районі міста Даугавпілс, а потім відступав на псковському напрямку.
У вересні 1941 року був призначений на посаду командира 6-ї танкової бригади, яка під командуванням Копцова брала участь в оборонних і наступальних боях під Москвою.
У лютому 1942 року був призначений на посаду командира 7-ї гвардійської танкової бригади, а в травні 1942 року - на посаду командира 15-го танкового корпусу, який в серпні брав участь в контрударі проти 2-ї танкової армії противника в районі Козельська, в внаслідок якого противник перейшов до оборони. З вересня 1942 року корпус перебував у резерві Ставки ВГК, а потім брав участь в Острогозько-Россошанський операції. Корпус під командуванням генерал-майора Копцова поряд з 12-м танковим корпусом прорвав оборону противника, наступав в напрямку смт Ольховатка (Воронежска область) і до кінця третього дня з'єднався в районі міста Олексіївка з 305-ю стрілецькою дивізією.
3 березня 1943 року в ході Харківської оборонної операції корпус потрапив в оточення, при прориві з якого генерал-майор танкових військ Василь Олексійович Копцов був важко поранений і через кілька годин помер від ран і втрати крові при евакуації. Похований в місті Первомайський, Лозівський район, Харківська область.

## Пам'ять

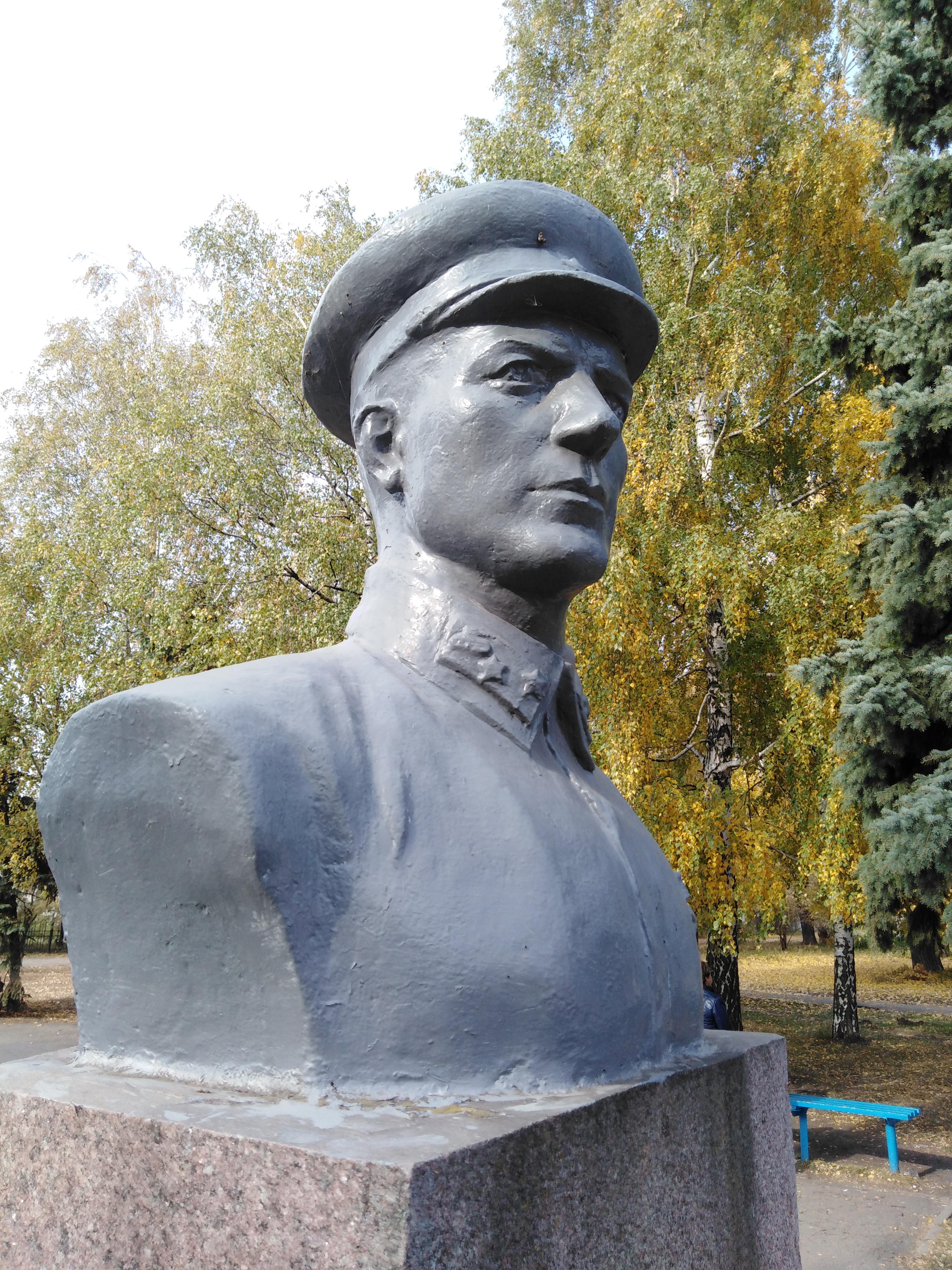
Погруддя герою радянського союзу генерал-майору танкових військ Копцову В. О.

На могилі в місті Златопіль встановлено пам'ятник у вигляді погруддя.
14 листопада 1985 року Васильківській середній загальноосвітній школі № 2 було присвоєно найменування "імені Героя Радянського Союзу В. А. Копцова" 
У м.Тбілісі є вул. Копцова